# 북위 4도
북위 4도는 적도에서 북쪽으로 4도 떨어진 위선이다. 아프리카, 아시아, 태평양, 남아메리카, 대서양을 지난다.

## 지나가는 지역
본초 자오선에서 시작해서 동쪽 방향으로, 북위 4도선은 다음 지역을 지난다.
| 좌표                                                  | 나라, 지역, 해역    | 주석 |
| ----------------------------------------------------- | ------------------- | --- |
| 북위 4° 0′ 동경 0° 0′  / 북위 4.000° 동경 0.000°      | 대서양              | 기니만 - 적도 기니 비오코섬 바로 북쪽을 지나감 |
| 북위 4° 0′ 동경 9° 13′  / 북위 4.000° 동경 9.217°     | 카메룬              | |
| 북위 4° 0′ 동경 15° 3′  / 북위 4.000° 동경 15.050°    | 중앙아프리카 공화국 | |
| 북위 4° 0′ 동경 18° 39′  / 북위 4.000° 동경 18.650°   | 콩고 민주 공화국    | |
| 북위 4° 0′ 동경 30° 12′  / 북위 4.000° 동경 30.200°   | 남수단              | |
| 북위 4° 0′ 동경 33° 46′  / 북위 4.000° 동경 33.767°   | 우간다              | |
| 북위 4° 0′ 동경 34° 4′  / 북위 4.000° 동경 34.067°    | 케냐                | 투르카나호를 통과함 |
| 북위 4° 0′ 동경 37° 35′  / 북위 4.000° 동경 37.583°   | 에티오피아          | |
| 북위 4° 0′ 동경 40° 7′  / 북위 4.000° 동경 40.117°    | 케냐                | |
| 북위 4° 0′ 동경 41° 6′  / 북위 4.000° 동경 41.100°    | 에티오피아          | |
| 북위 4° 0′ 동경 41° 55′  / 북위 4.000° 동경 41.917°   | 소말리아            | |
| 북위 4° 0′ 동경 47° 32′  / 북위 4.000° 동경 47.533°   | 인도양              | |
| 북위 4° 0′ 동경 72° 41′  / 북위 4.000° 동경 72.683°   | 몰디브              | 아리 환초 |
| 북위 4° 0′ 동경 72° 56′  / 북위 4.000° 동경 72.933°   | 인도양              | |
| 북위 4° 0′ 동경 73° 21′  / 북위 4.000° 동경 73.350°   | 몰디브              | 말레 환초 |
| 북위 4° 0′ 동경 73° 30′  / 북위 4.000° 동경 73.500°   | 인도양              | |
| 북위 4° 0′ 동경 96° 17′  / 북위 4.000° 동경 96.283°   | 인도네시아          | 수마트라섬 |
| 북위 4° 0′ 동경 98° 32′  / 북위 4.000° 동경 98.533°   | 믈라카 해협         | |
| 북위 4° 0′ 동경 100° 43′  / 북위 4.000° 동경 100.717° | 말레이시아          | 페락주, 파항주, 트렝가누주, 반도 말레이시아(서말레이시아)의 파항주 |
| 북위 4° 0′ 동경 103° 25′  / 북위 4.000° 동경 103.417° | 남중국해            | |
| 북위 4° 0′ 동경 107° 59′  / 북위 4.000° 동경 107.983° | 인도네시아          | 나투나베사르섬 |
| 북위 4° 0′ 동경 108° 21′  / 북위 4.000° 동경 108.350° | 남중국해            | |
| 북위 4° 0′ 동경 113° 43′  / 북위 4.000° 동경 113.717° | 말레이시아          | 보르네오섬 사라왁주 |
| 북위 4° 0′ 동경 115° 39′  / 북위 4.000° 동경 115.650° | 인도네시아          | 보르네오섬 칼리만탄과 누누칸섬 |
| 북위 4° 0′ 동경 117° 43′  / 북위 4.000° 동경 117.717° | 술라웨시해          | |
| 북위 4° 0′ 동경 126° 37′  / 북위 4.000° 동경 126.617° | 인도네시아          | 탈라우드 제도 |
| 북위 4° 0′ 동경 126° 47′  / 북위 4.000° 동경 126.783° | 태평양              | 팔라우 메리르섬 바로 남쪽을 지나감 미크로네시아 연방 누쿠오로 환초 바로 북쪽을 지나감 키리바시 타부아에란섬 바로 북쪽을 지나감 타부아에란섬 콜롬비아 말펠로섬 바로 북쪽을 지나감 |
| 북위 4° 0′ 서경 77° 25′  / 북위 4.000° 서경 77.417°   | 콜롬비아            | |
| 북위 4° 0′ 서경 67° 42′  / 북위 4.000° 서경 67.700°   | 베네수엘라          | |
| 북위 4° 0′ 서경 64° 39′  / 북위 4.000° 서경 64.650°   | 브라질              | 호라이마주 |
| 북위 4° 0′ 서경 64° 4′  / 북위 4.000° 서경 64.067°    | 베네수엘라          | |
| 북위 4° 0′ 서경 62° 45′  / 북위 4.000° 서경 62.750°   | 브라질              | 호라이마주 |
| 북위 4° 0′ 서경 59° 35′  / 북위 4.000° 서경 59.583°   | 영토 분쟁 지역      | 가이아나가 실효적 지배하고 가이아나가 영유권을 주장하는 지역 |
| 북위 4° 0′ 서경 58° 26′  / 북위 4.000° 서경 58.433°   | 가이아나            | |
| 북위 4° 0′ 서경 58° 2′  / 북위 4.000° 서경 58.033°    | 수리남              | |
| 북위 4° 0′ 서경 54° 18′  / 북위 4.000° 서경 54.300°   | 프랑스              | 프랑스령 기아나 |
| 북위 4° 0′ 서경 51° 45′  / 북위 4.000° 서경 51.750°   | 브라질              | 아마파주 |
| 북위 4° 0′ 서경 51° 10′  / 북위 4.000° 서경 51.167°   | 대서양              | 라이베리아 팔마스 곶 바로 남쪽을 지나감 |

## 같이 보기
- 북위 3도
- 북위 5도